# Vallabrègues
Vallabrègues est une commune française située dans l'est du département du Gard, en région Occitanie.
Exposée à un climat méditerranéen, elle est drainée par le Gard, le Rhône, la dérivation de Vallabregues, le gardon et par deux autres cours d'eau. La commune possède un patrimoine naturel remarquable : un site Natura 2000 (« le Rhône aval ») et deux zones naturelles d'intérêt écologique, faunistique et floristique.
Vallabrègues est une commune rurale qui compte 1 376 habitants en 2022. Elle fait partie de l'aire d'attraction d'Avignon. Ses habitants sont appelés les Vallabreguants et Vallabreguantes.

## Géographie

### Localisation
Vallabrègues est la seule commune du département du Gard située sur la rive gauche du Rhône pratiquement face au débouché de la rivière du Gard ou Gardon. Cela est dû à « une spécificité qu'elle doit à sa proximité avec le fleuve capricieux qui a changé de lit au fil des siècles. Initialement, le Rhône passait au pied de la Montagnette et Vallabrègues se trouvait donc en terre languedocienne ».
Vallabrègues est l'une des 75 communes membres du Schéma de cohérence territoriale (SCOT) du sud du Gard et fait également partie d'une des 41 communes du Pays Garrigues Costières.
Les habitants s'appellent les Vallabréguants et Vallabréguantes.

### Communes limitrophes
Les communes limitrophes sont  Aramon, Beaucaire, Comps, Montfrin, Saint-Pierre-de-Mézoargues, Tarascon et Théziers.
| Montfrin | Théziers     | Aramon                                        |
| Comps    | Vallabrègues | Saint-Pierre-de-Mézoargues (Bouches-du-Rhône) |
|          | Beaucaire    | Tarascon (Bouches-du-Rhône)                   |

### Climat
Pour des articles plus généraux, voir Climat de l'Occitanie et Climat du Gard.
En 2010, le climat de la commune est de type climat méditerranéen franc, selon une étude s'appuyant sur une série de données couvrant la période 1971-2000. En 2020, Météo-France publie une typologie des climats de la France métropolitaine dans laquelle la commune est exposée à un climat méditerranéen et est dans la région climatique Provence, Languedoc-Roussillon, caractérisée par une pluviométrie faible en été, un très bon ensoleillement (2 600 h/an), un été chaud (21,5 °C), un air très sec en été, sec en toutes saisons, des vents forts (fréquence de 40 à 50 % de vents > 5 m/s) et peu de brouillards.
Pour la période 1971-2000, la température annuelle moyenne est de 14,4 °C, avec une amplitude thermique annuelle de 17,3 °C. Le cumul annuel moyen de précipitations est de 666 mm, avec 5,6 jours de précipitations en janvier et 2,6 jours en juillet. Pour la période 1991-2020, la température moyenne annuelle observée sur la station météorologique la plus proche, située sur la commune de Pujaut à 21 km à vol d'oiseau, est de 14,6 °C et le cumul annuel moyen de précipitations est de 672,8 mm,. Pour l'avenir, les paramètres climatiques de la commune estimés pour 2050 selon différents scénarios d'émission de gaz à effet de serre sont consultables sur un site dédié publié par Météo-France en novembre 2022.

### Milieux naturels et biodiversité

#### Réseau Natura 2000

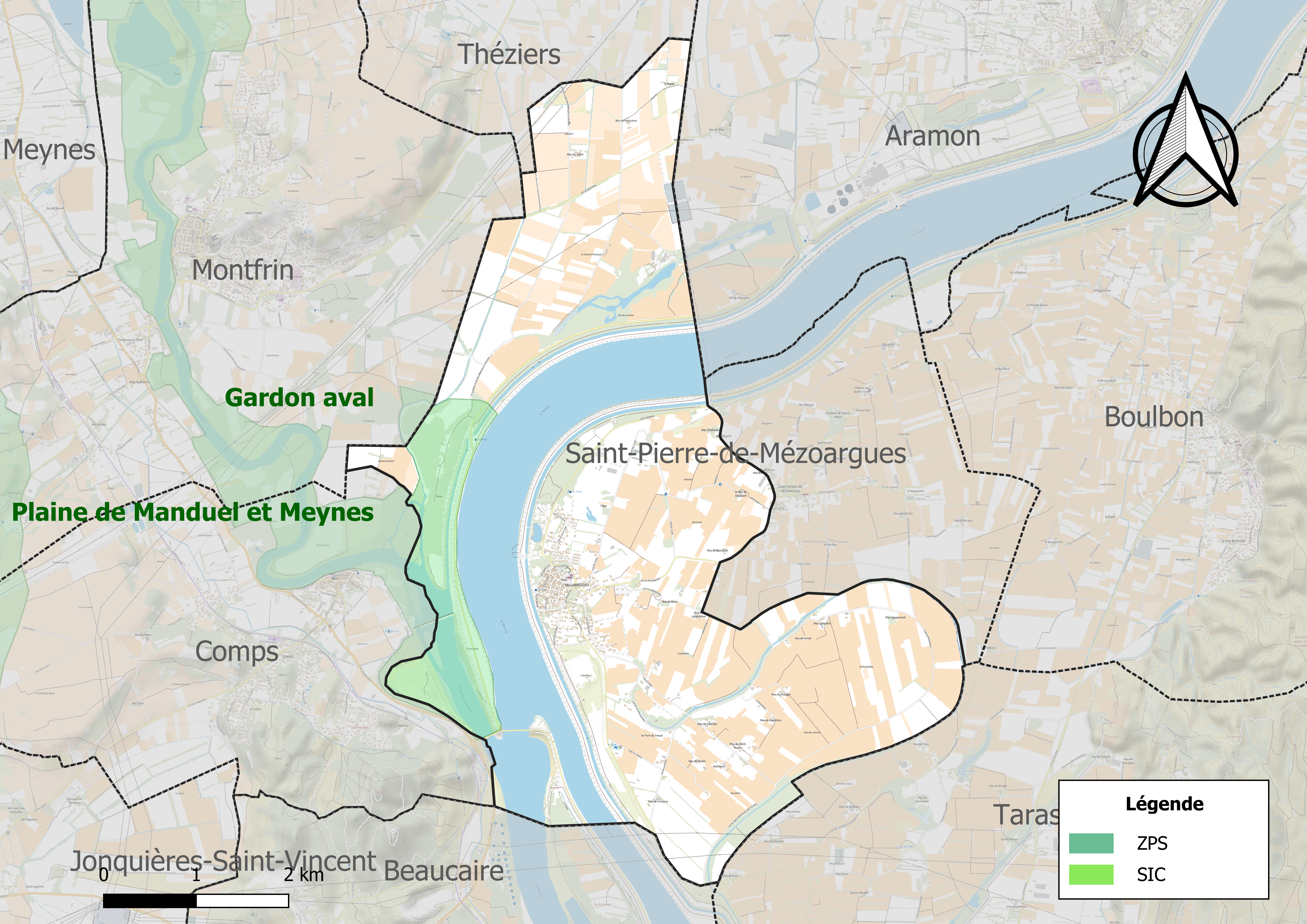
Site Natura 2000 sur le territoire communal.

Le réseau Natura 2000 est un réseau écologique européen de sites naturels d'intérêt écologique élaboré à partir des directives habitats et oiseaux, constitué de zones spéciales de conservation (ZSC) et de zones de protection spéciale (ZPS).
Un site Natura 2000 a été défini sur la commune au titre de la directive habitats : « le Rhône aval », d'une superficie de 12 579 ha0.

#### Zones naturelles d'intérêt écologique, faunistique et floristique
L’inventaire des zones naturelles d'intérêt écologique, faunistique et floristique (ZNIEFF) a pour objectif de réaliser une couverture des zones les plus intéressantes sur le plan écologique, essentiellement dans la perspective d’améliorer la connaissance du patrimoine naturel national et de fournir aux différents décideurs un outil d’aide à la prise en compte de l’environnement dans l’aménagement du territoire.
Une ZNIEFF de type 1 est recensée sur la commune :
le « Gardon aval » (1 106 ha), couvrant 6 communes du département et une ZNIEFF de type 2, : 
« le Rhône et ses canaux » (3 879 ha), couvrant 15 communes du département.

Carte des ZNIEFF de type 1 et 2 à Vallabrègues.
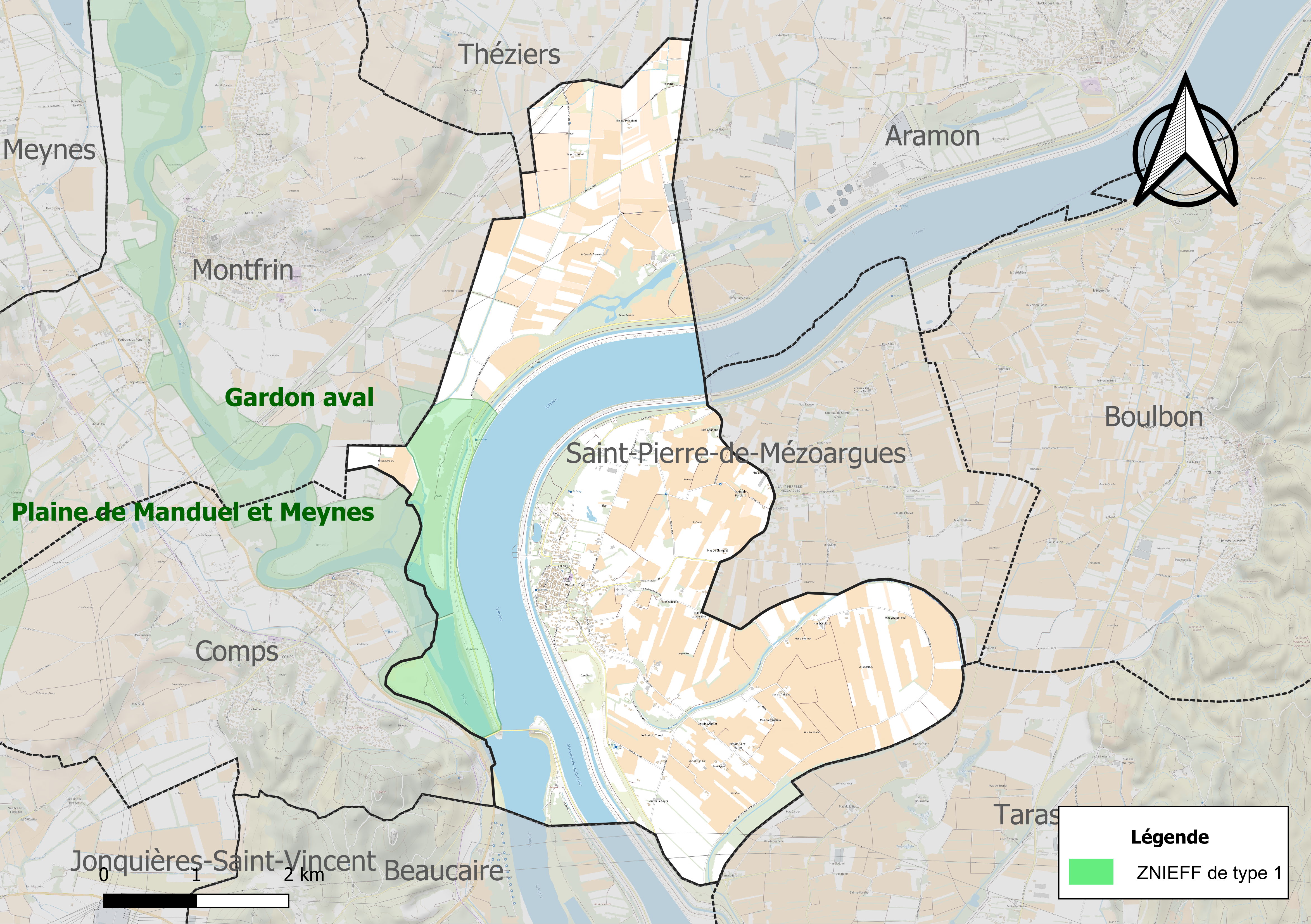
Carte de la ZNIEFF de type 1 sur la commune.
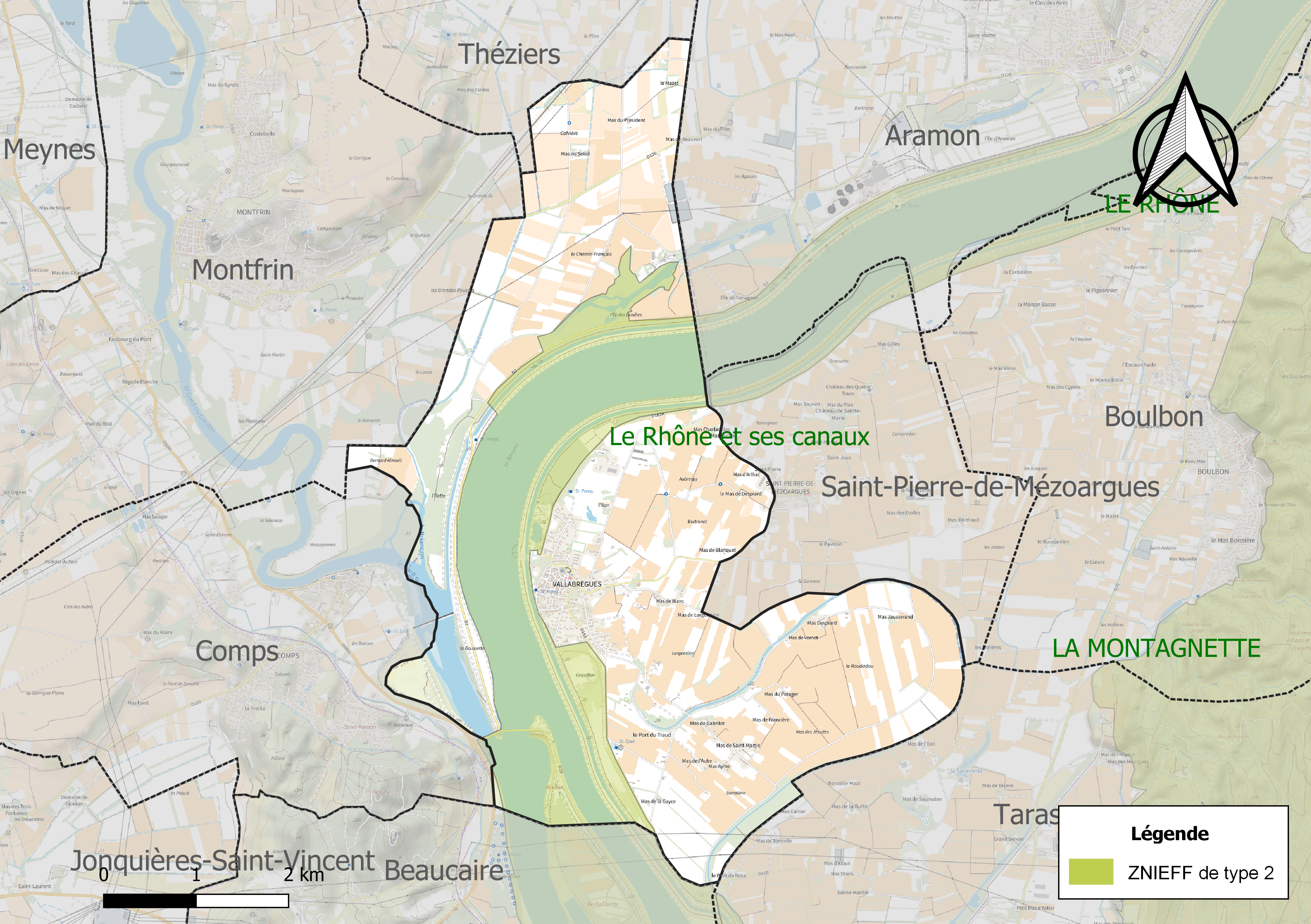
Carte de la ZNIEFF de type 2 sur la commune.

## Urbanisme

### Typologie
Au 1er janvier 2024, Vallabrègues est catégorisée bourg rural, selon la nouvelle grille communale de densité à sept niveaux définie par l'Insee en 2022.
Elle est située hors unité urbaine. Par ailleurs la commune fait partie de l'aire d'attraction d'Avignon, dont elle est une commune de la couronne,. Cette aire, qui regroupe 48 communes, est catégorisée dans les aires de 200 000 à moins de 700 000 habitants,.

### Occupation des sols

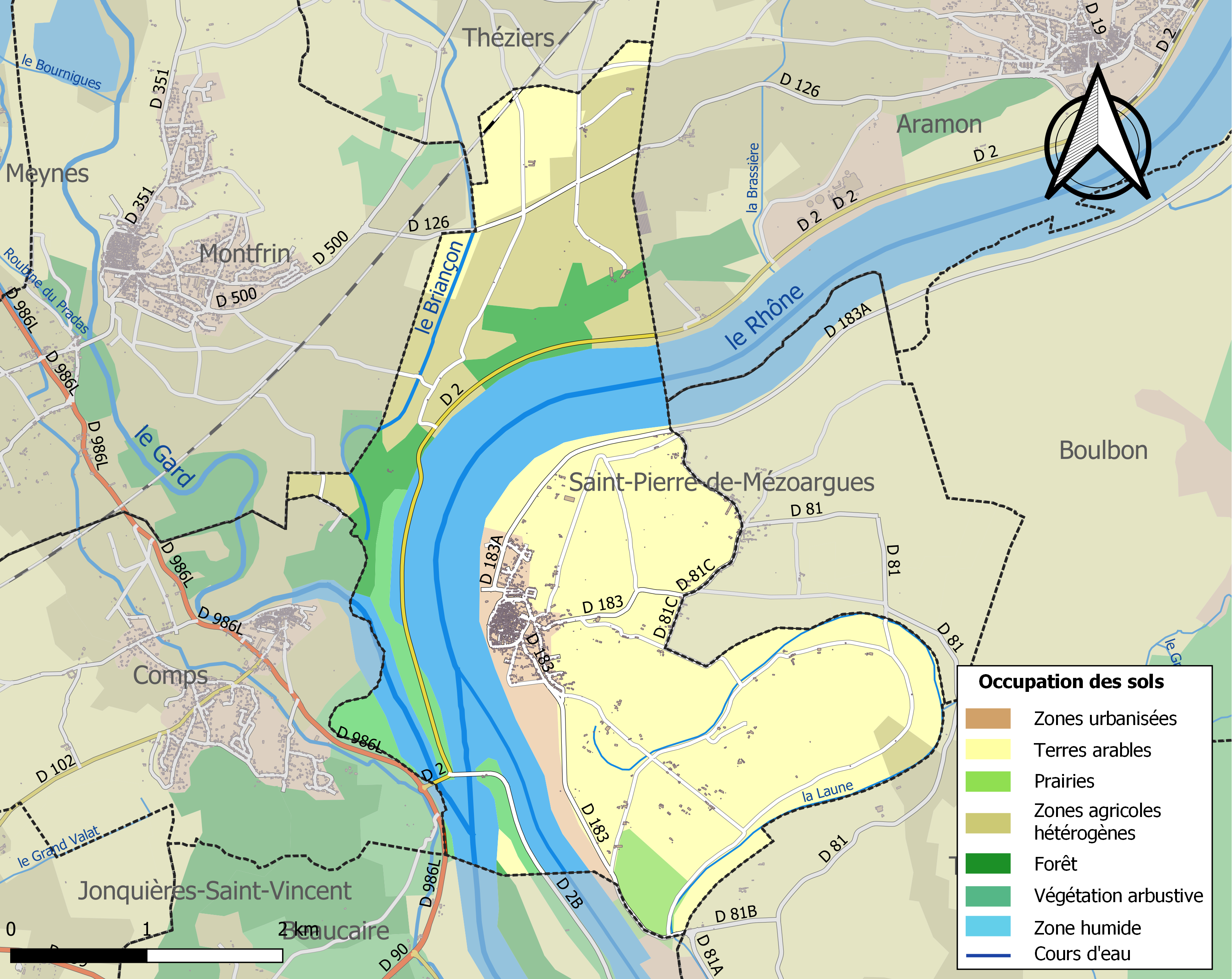
Carte des infrastructures et de l'occupation des sols de la commune en 2018 (CLC).

L'occupation des sols de la commune, telle qu'elle ressort de la base de données européenne d’occupation biophysique des sols Corine Land Cover (CLC), est marquée par l'importance des territoires agricoles (63,7 % en 2018), une proportion identique à celle de 1990 (63,7 %). La répartition détaillée en 2018 est la suivante : 
cultures permanentes (46,5 %), eaux continentales (21,8 %), zones agricoles hétérogènes (15,3 %), forêts (5,2 %), milieux à végétation arbustive et/ou herbacée (3,8 %), zones urbanisées (3,1 %), zones industrielles ou commerciales et réseaux de communication (2,3 %), prairies (1,9 %). L'évolution de l’occupation des sols de la commune et de ses infrastructures peut être observée sur les différentes représentations cartographiques du territoire : la carte de Cassini (XVIIIe siècle), la carte d'état-major (1820-1866) et les cartes ou photos aériennes de l'IGN pour la période actuelle (1950 à aujourd'hui).

### Risques majeurs
Le territoire de la commune de Vallabrègues est vulnérable à différents aléas naturels : météorologiques (tempête, orage, neige, grand froid, canicule ou sécheresse), inondations, feux de forêts et séisme (sismicité modérée). Il est également exposé à deux risques technologiques,  le transport de matières dangereuses et la rupture d'un barrage. Un site publié par le BRGM permet d'évaluer simplement et rapidement les risques d'un bien localisé soit par son adresse soit par le numéro de sa parcelle.

#### Risques naturels
Certaines parties du territoire communal sont susceptibles d’être affectées par le risque d’inondation par débordement de cours d'eau et par une crue à  débordement lent de cours d'eau, notamment le Rhône, le Gard et le Briançon. La commune a été reconnue en état de catastrophe naturelle au titre des dommages causés par les inondations et coulées de boue survenues en 1982, 1987, 1993, 1994, 2002 et 2003,.

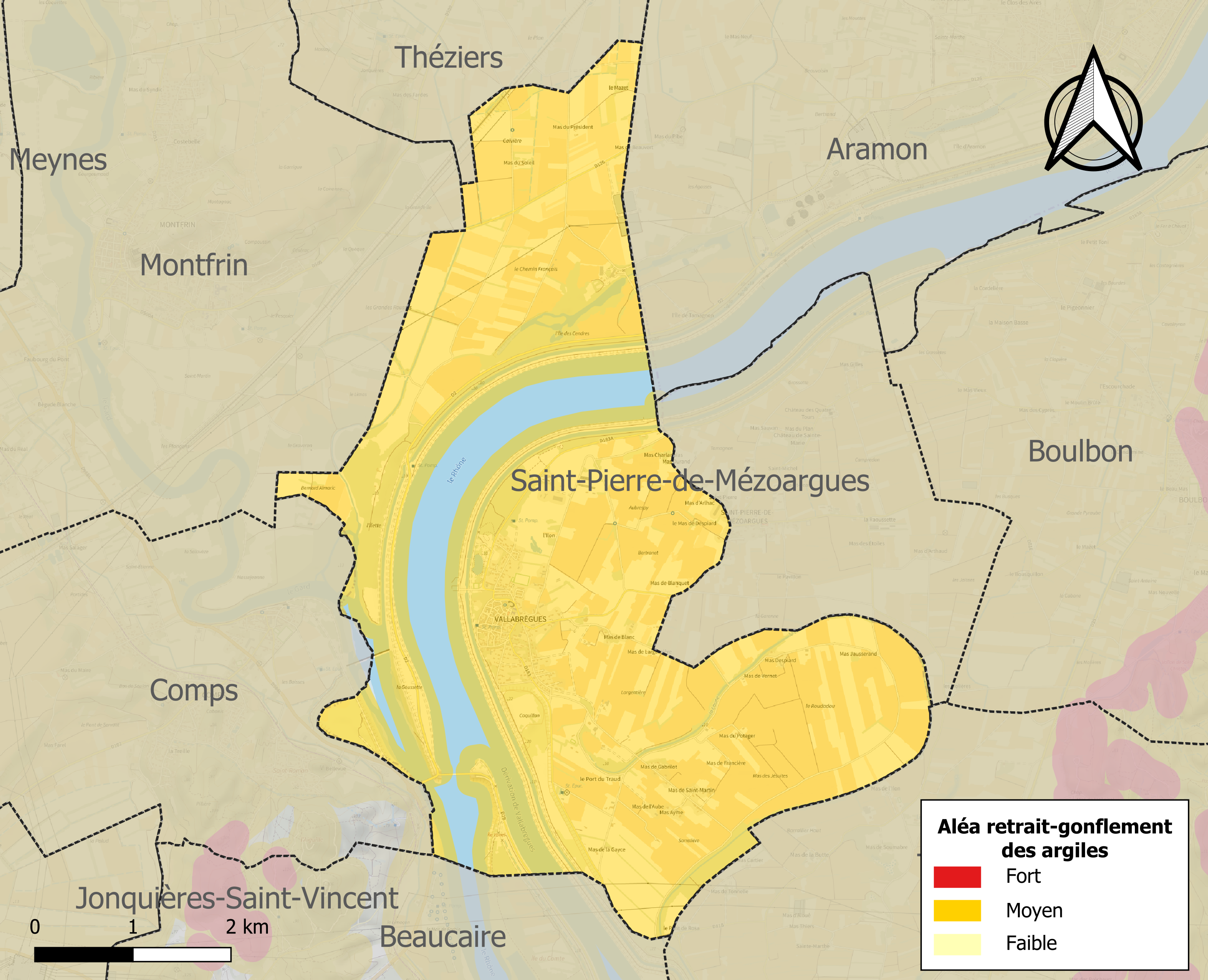
Carte des zones d'aléa retrait-gonflement des sols argileux de Vallabrègues.

Le retrait-gonflement des sols argileux est susceptible d'engendrer des dommages importants aux bâtiments en cas d’alternance de périodes de sécheresse et de pluie. 91,9 % de la superficie communale est en aléa moyen ou fort (67,5 % au niveau départemental et 48,5 % au niveau national). Sur les 666 bâtiments dénombrés sur la commune en 2019, 666 sont en aléa moyen ou fort, soit 100 %, à comparer aux 90 % au niveau départemental et 54 % au niveau national. Une cartographie de l'exposition du territoire national au retrait gonflement des sols argileux est disponible sur le site du BRGM,.
Par ailleurs, afin de mieux appréhender le risque d’affaissement de terrain, l'inventaire national des cavités souterraines permet de localiser celles situées sur la commune.

#### Risques technologiques
Le risque de transport de matières dangereuses sur la commune est lié à sa traversée par des infrastructures routières ou ferroviaires importantes ou la présence d'une canalisation de transport d'hydrocarbures. Un accident se produisant sur de telles infrastructures est en effet susceptible d’avoir des effets graves au bâti ou aux personnes jusqu’à 350 m, selon la nature du matériau transporté. Des dispositions d’urbanisme peuvent être préconisées en conséquence.
La commune est en outre située en aval du barrage de Sainte-Cécile-d'Andorge, un ouvrage de classe A doté d'un PPI. À ce titre elle est susceptible d’être touchée par l’onde de submersion consécutive à la rupture de cet ouvrage.

## Politique et administration
| Période                                  | Période                     | Identité          | Étiquette | Qualité       |
| ---------------------------------------- | --------------------------- | ----------------- | --------- | ------------- |
|                                          |                             | Louis Gibelin     |           |               |
| mars 2001                                | mars 2008                   | José Doulaud      | SE        | Comptable     |
| mars 2008                                | En cours (au 10 avril 2021) | Jean-Marie Gilles | SE        | Fonctionnaire |
| Les données manquantes sont à compléter. |                             |                   |           |               |

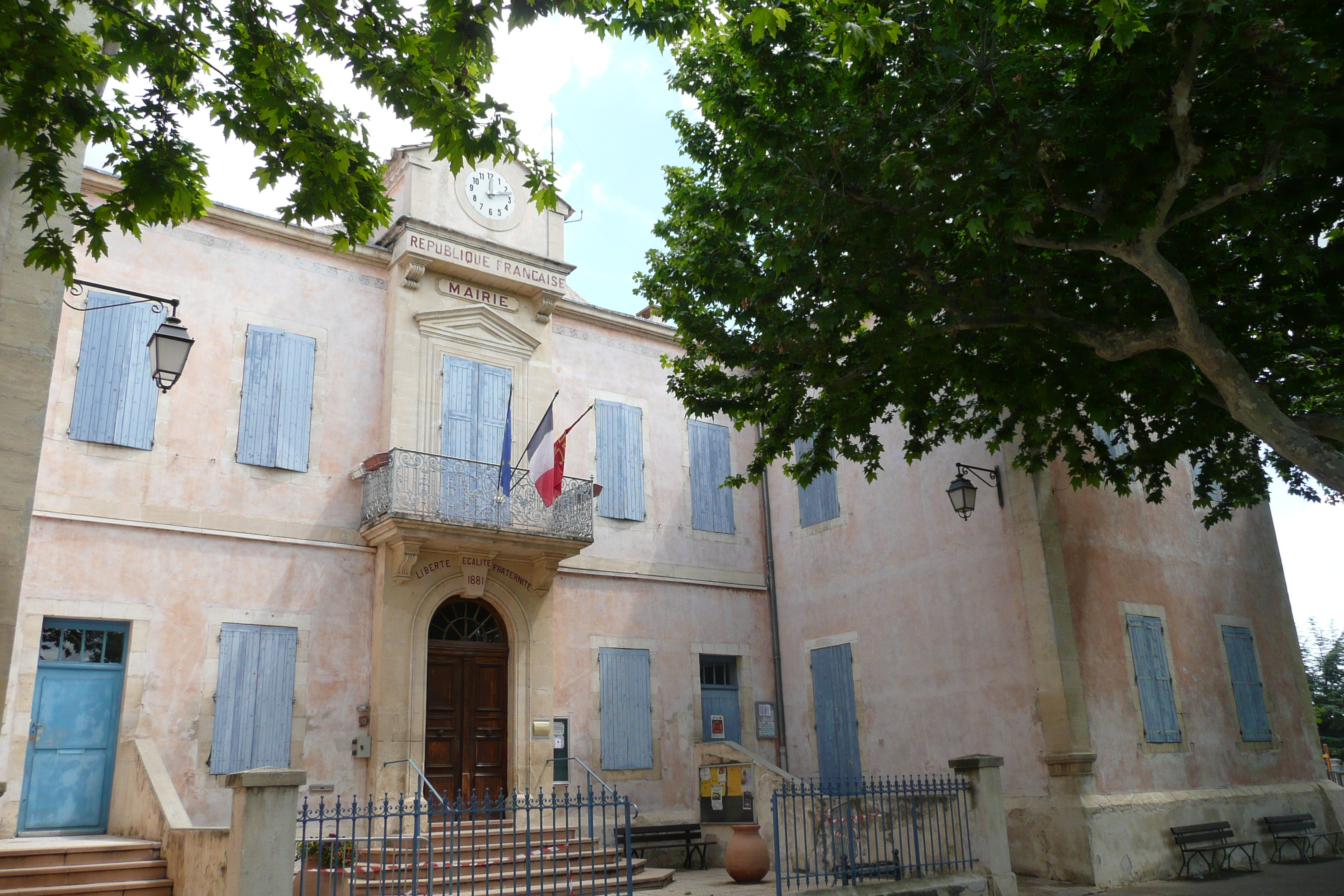
Mairie de Vallabrègues.

En 2020, les élections municipales du 15 mars 2020 sont annulées à la suite d'un recours déposé devant le Tribunal administratif de Nîmes.
Celui-ci estime en effet que « Mme  Geneviève  Van  Achter,  candidate supplémentaire  de nationalité  belge,  figurant  sur  la  liste  « Agir  pour  Vallabrègues »,  n’a  pas  la  nationalité française et que l’indication de sa nationalité ne figurait pas en face de son nom ».

### Canton
Vallabrègues fait partie du canton de Beaucaire, qui dépend de l'arrondissement de Nîmes et de la première circonscription du Gard dont la députée est Françoise Dumas (PS, conseillère municipale de Nîmes) depuis 2012.

## Population et société

### Démographie
L'évolution du nombre d'habitants est connue à travers les recensements de la population effectués dans la commune depuis 1793. Pour les communes de moins de 10 000 habitants, une enquête de recensement portant sur toute la population est réalisée tous les cinq ans, les populations de référence des années intermédiaires étant quant à elles estimées par interpolation ou extrapolation. Pour la commune, le premier recensement exhaustif entrant dans le cadre du nouveau dispositif a été réalisé en 2007.

En 2022, la commune comptait 1 376 habitants, en évolution de −0,72 % par rapport à 2016 (Gard : +2,97 %, France hors Mayotte : +2,11 %).
| 1793  | 1800  | 1806  | 1821  | 1831  | 1836  | 1841  | 1846  | 1851  |
| ----- | ----- | ----- | ----- | ----- | ----- | ----- | ----- | ----- |
| 1 780 | 1 519 | 1 515 | 1 496 | 1 552 | 1 580 | 1 620 | 1 656 | 1 628 |

| 1856  | 1861  | 1866  | 1872  | 1876  | 1881  | 1886  | 1891  | 1896  |
| ----- | ----- | ----- | ----- | ----- | ----- | ----- | ----- | ----- |
| 1 624 | 1 694 | 1 704 | 1 736 | 1 754 | 1 789 | 1 746 | 1 789 | 1 822 |

| 1901  | 1906  | 1911  | 1921  | 1926  | 1931  | 1936  | 1946  | 1954  |
| ----- | ----- | ----- | ----- | ----- | ----- | ----- | ----- | ----- |
| 1 893 | 1 842 | 1 818 | 1 522 | 1 432 | 1 365 | 1 337 | 1 173 | 1 120 |

| 1962  | 1968  | 1975 | 1982 | 1990  | 1999  | 2006  | 2007  | 2012  |
| ----- | ----- | ---- | ---- | ----- | ----- | ----- | ----- | ----- |
| 1 078 | 1 082 | 918  | 960  | 1 016 | 1 197 | 1 278 | 1 289 | 1 368 |

| 2017  | 2022  | - | - | - | - | - | - | - |
| ----- | ----- | - | - | - | - | - | - | - |
| 1 392 | 1 376 | - | - | - | - | - | - | - |

### Sports
La course camarguaise est pratiquée dans la commune : c'est d'ailleurs à l'occasion de l'organisation de l'une d'entre elles que le raseteur Kévin Bruguière est tué le 3 septembre 2020 par un taureau. Il est en effet « percuté par l'animal, qui l'a soulevé avec les cornes avant de le projeter par-dessus la rambarde en bois ».

## Économie

### Revenus
En 2018  (données Insee publiées en septembre 2021), la commune compte 575 ménages fiscaux, regroupant 1 287 personnes. La médiane du revenu disponible par unité de consommation est de 20 890 € (20 020 € dans le département).

### Emploi
|                | 2008   | 2013  | 2018   |
| -------------- | ------ | ----- | ------ |
| Commune        | 7,2 %  | 9,3 % | 10,9 % |
| Département    | 10,6 % | 12 %  | 12 %   |
| France entière | 8,3 %  | 10 %  | 10 %   |

En 2018, la population âgée de 15 à 64 ans s'élève à 845 personnes, parmi lesquelles on compte 78,7 % d'actifs (67,7 % ayant un emploi et 10,9 % de chômeurs) et 21,3 % d'inactifs,. En  2018, le taux de chômage communal (au sens du recensement) des 15-64 ans est inférieur à celui du département, mais supérieur à celui de la France, alors qu'en 2008 il était inférieur à celui de la France.
La commune fait partie de la couronne de l'aire d'attraction d'Avignon, du fait qu'au moins 15 % des actifs travaillent dans le pôle,. Elle compte 190 emplois en 2018, contre 189 en 2013 et 210 en 2008. Le nombre d'actifs ayant un emploi résidant dans la commune est de 579, soit un indicateur de concentration d'emploi de 32,8 % et un taux d'activité parmi les 15 ans ou plus de 60,2 %.
Sur ces 579 actifs de 15 ans ou plus ayant un emploi, 125 travaillent dans la commune, soit 22 % des habitants. Pour se rendre au travail, 86,8 % des habitants utilisent un véhicule personnel ou de fonction à quatre roues, 2,4 % les transports en commun, 5 % s'y rendent en deux-roues, à vélo ou à pied et 5,8 % n'ont pas besoin de transport (travail au domicile).

### Activités hors agriculture

#### Secteurs d'activités
95 établissements sont implantés  à Vallabrègues au 31 décembre 2019. Le tableau ci-dessous en détaille le nombre par secteur d'activité et compare les ratios avec ceux du département,.
| Secteur d'activité                                                                                        | Commune | Commune | Département |
| Secteur d'activité                                                                                        | Nombre  | %       | %           |
| --- | ------- | ------- | ----------- |
| Ensemble                                                                                                  | 95      | 100 %   | (100 %)     |
| Industrie manufacturière, industries extractives et autres                                                | 10      | 10,5 %  | (7,9 %)     |
| Construction                                                                                              | 20      | 21,1 %  | (15,5 %)    |
| Commerce de gros et de détail, transports, hébergement et restauration                                    | 29      | 30,5 %  | (30 %)      |
| Information et communication                                                                              | 2       | 2,1 %   | (2,2 %)     |
| Activités financières et d'assurance                                                                      | 1       | 1,1 %   | (3 %)       |
| Activités immobilières                                                                                    | 1       | 1,1 %   | (4,1 %)     |
| Activités spécialisées, scientifiques et techniques et activités de services administratifs et de soutien | 14      | 14,7 %  | (14,9 %)    |
| Administration publique, enseignement, santé humaine et action sociale                                    | 10      | 10,5 %  | (13,5 %)    |
| Autres activités de services                                                                              | 8       | 8,4 %   | (8,8 %)     |

Le secteur du commerce de gros et de détail, des transports, de l'hébergement et de la restauration est prépondérant sur la commune puisqu'il représente 30,5 % du nombre total d'établissements de la commune (29 sur les 95 entreprises implantées  à Vallabrègues), contre 30 % au niveau départemental.

#### Entreprises et commerces
Les trois entreprises ayant leur siège social sur le territoire communal qui génèrent le plus de chiffre d'affaires en 2020 sont : 
- Atelier Vime, création et réalisation de mobilier et objets de décoration en matières naturelles
- Assai, conseil pour les affaires et autres conseils de gestion (83 k€)
- Episervice DSF, restauration de type rapide (18 k€)

Ancienne capitale de la vannerie provençale[réf. nécessaire], ce village accueille chaque deuxième week-end d'août une très importante rencontre de vanniers ouverte au public[réf. nécessaire].

### Agriculture
La commune est dans la vallée du Rhône, une petite région agricole occupant la frange est du département du Gard. En 2020, l'orientation technico-économique de l'agriculture  sur la commune est la culture de fruits ou d'autres cultures permanentes. 
|               | 1988 | 2000 | 2010 | 2020 |
| ------------- | ---- | ---- | ---- | ---- |
| Exploitations | 60   | 40   | 28   | 22   |
| SAU (ha)      | 599  | 672  | 597  | 430  |

Le nombre d'exploitations agricoles en activité et ayant leur siège dans la commune est passé de 60 lors du recensement agricole de 1988  à 40 en 2000 puis à 28 en 2010 et enfin à 22 en 2020, soit une baisse de 63 % en 32 ans. Le même mouvement est observé à l'échelle du département qui a perdu pendant cette période 61 % de ses exploitations,. La surface agricole utilisée sur la commune a également diminué de 599 ha en 1988 à 430 ha en 2020. Parallèlement la surface agricole utilisée moyenne par exploitation a augmenté, passant de 10 à 20 ha.

## Culture locale et patrimoine

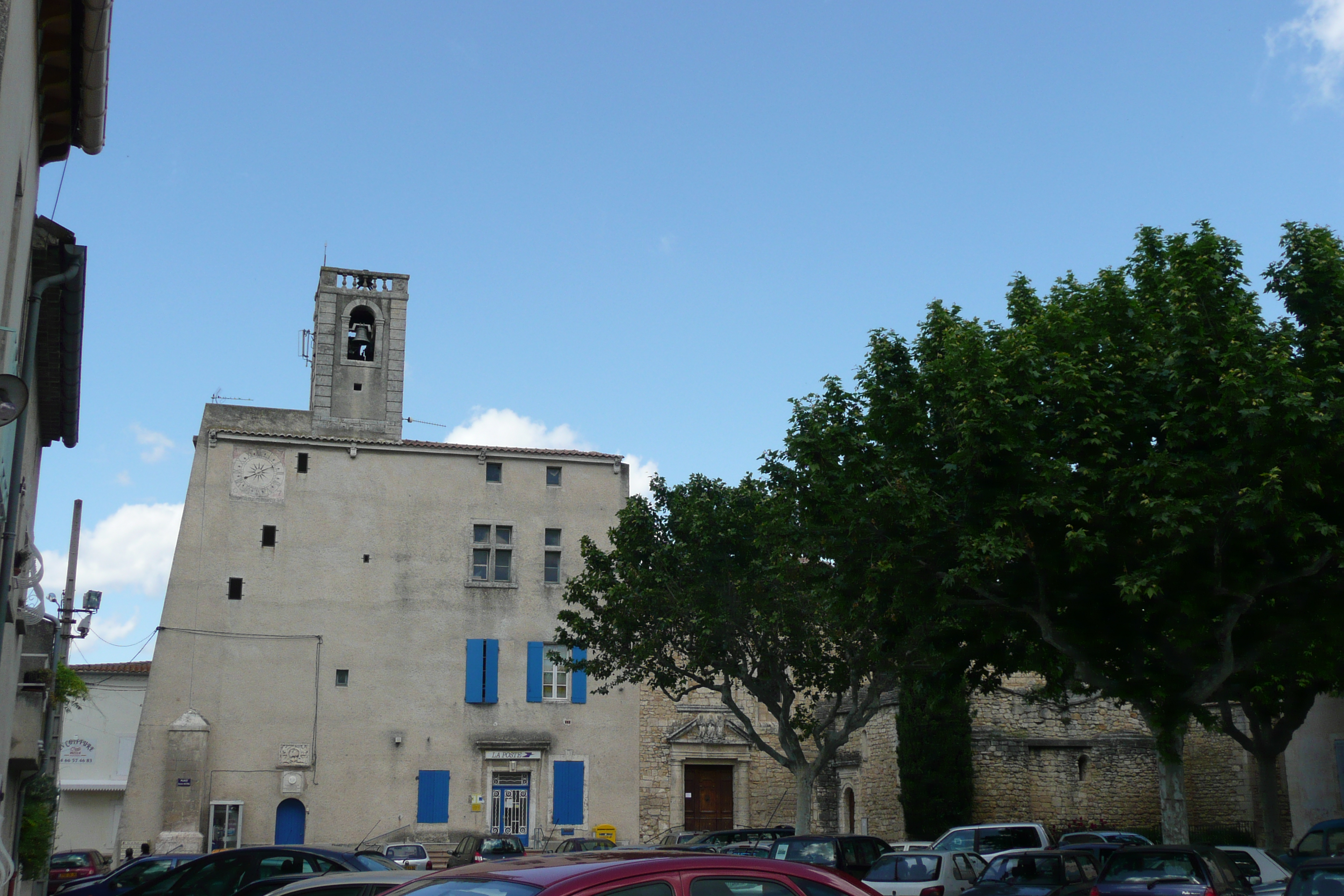
L'église Saint-André et son clocher situé sur le toit du bureau de poste

### Lieux et monuments
- L'église Saint-André dont le clocher carré est étrangement situé sur le toit du bureau de poste.
- Ancien moulin à huile (rue du Moulin d'huile)

### Personnalités liées à la commune
- Michel-Ange-Benoît de Bruges (1743-1794), religieux et homme politique né à Vallabrègues, député du clergé aux Etats Généraus de1789, exécuté à Paris.
- Vincent le vannier, personnage de Mireo, œuvre de Frédéric Mistral qui fut inspiré par les vanniers de Vallabrègues[réf. souhaitée]
- L'écrivain provençal Charles Galtier, auteur d'une thèse de doctorat soutenue en 1968 et intitulée Vallabrègues : un village de vanniers[réf. souhaitée]

### Héraldique
| Blason de Vallabrègues | Blason  | D'azur au coulobre d'or.                         |
| Blason de Vallabrègues | Détails | Le statut officiel du blason reste à déterminer. |